# Joe Nieuwendyk
Joseph „Joe“ Nieuwendyk (* 10. September 1966 in Oshawa, Ontario) ist ein ehemaliger kanadischer Eishockeyspieler und -funktionär. Der Center bestritt zwischen 1987 und 2006 über 1200 Partien in der National Hockey League (NHL) und verzeichnete dabei deutlich über 1000 Scorerpunkte. Er lief in der NHL für die Calgary Flames, Dallas Stars, New Jersey Devils, Toronto Maple Leafs und Florida Panthers auf und gewann dabei mit Calgary (1989), Dallas (1999) und New Jersey (2003) den Stanley Cup, sodass er einer von nur elf Spielern ist, der die Trophäe mit drei Teams erringen konnte. Nachdem er 1988 bereits die Calder Memorial Trophy als bester Rookie der Liga erhalten hatte, wurde er beim Titelgewinn der Dallas Stars mit der Conn Smythe Trophy als wertvollster Spieler der Playoffs ausgezeichnet. Auf internationaler Ebene vertrat er die kanadische Nationalmannschaft unter anderem bei den Olympischen Winterspielen 1998 und 2002 und wurde mit ihr 2002 Olympiasieger. Seit 2011 gehört er zudem der Hockey Hall of Fame an. Nach dem Ende seiner aktiven Karriere fungierte Nieuwendyk von 2009 bis 2013 als General Manager der Dallas Stars.

## Karriere als Spieler
Vor seiner Eishockey-Karriere war Joe Nieuwendyk ein erfolgreicher Lacrosse-Spieler und spielte gemeinsam mit Gary Roberts bei den Whitby Warriors. 1984 wurde er als wertvollster Spieler der kanadischen Juniorenliga ausgezeichnet.
Nieuwendyk besuchte die Cornell University und spielte für deren Eishockeyteam. Im NHL Entry Draft 1985 wurde er von den Calgary Flames in der zweiten Runde an 27. Stelle gewählt. Nach dem Ende der Uni-Saison spielte er für das kanadische Nationalteam und stieß am Ende der Saison 1986/87 noch für neun Spiele zu den Flames.
Da er 1986/87 weniger als 25 NHL-Spiele bestritten hatte, wurde erst die Saison 1987/88 als seine Rookiesaison gewertet. In dieser Spielzeit erzielte er 51 Tore und ist damit einer von wenigen Spielern, denen in ihrer Rookiesaison über 50 Tore gelangen. Es war fast selbstverständlich, dass er dafür die Calder Memorial Trophy gewann. In der Saison 1988/89 erzielte er wiederum 51 Tore und half mit weiteren zehn Toren in den Playoffs, erstmals den Stanley Cup nach Calgary zu holen. Mit 50 Vorlagen in der Saison 1989/90 schaffte er eine neue persönliche Bestmarke mit 95 Scorerpunkten. Mitte der 1990er Jahre wollten sich die Flames für die Zukunft rüsten und trennten sich nach neun Jahren von Nieuwendyk. Für die Rechte an Jarome Iginla wurde er an die Dallas Stars abgegeben.
Anfangs waren die Stars eines der schwächeren Teams der Liga, und in seiner ersten Saison in Dallas verpasste das Team die Playoffs. Außerdem erreichte er in Dallas nie mehr die 70-Punkte-Marke, die er in Calgary sechs Mal überschritten hatte. Doch in seiner Rolle als Spielmacher hatte er weiterhin einen sehr hohen Wert für das Team. Die Stars rüsteten mit Spielern wie Brett Hull, Pat Verbeek und Ed Belfour weiter auf und holten in der Saison 1998/99 den Stanley Cup erstmals nach Dallas. Joe Nieuwendyk konnte in den Playoffs elf Tore und zehn Vorlagen beisteuern und wurde als bester Spieler der Endrunde mit der Conn Smythe Trophy ausgezeichnet. Zur Trading-Deadline 2002 gaben die Stars Nieuwendyk an die New Jersey Devils ab. Hier konnte er in der Saison 2002/03 seinen dritten Stanley Cup mit dem dritten Team gewinnen.
Nach diesem Erfolg wechselte er zu den Toronto Maple Leafs, wo er auch seinen Jugendfreund und Teamkameraden aus der Zeit in Calgary, Gary Roberts, traf. Er spielte dort eine ordentliche Saison. Zur Streiksaison 2004/05 wurde Joe Nieuwendyk Free Agent. Die Salary Cap Regelung war der ausschlaggebende Grund, dass die Leafs Nieuwendyk und Roberts, die je 4,5 Millionen US-Dollar verdienten, abgeben mussten. Beide wechselten zu den Florida Panthers, um hier bei ihrer dritten gemeinsamen Station zu spielen. In der Saison 2005/06 verfehlten sie dort die Playoffs.
Bereits in der Saison 2005/06 hatte Nieuwendyk mit starken Rückenproblemen zu kämpfen und musste insgesamt 17 Spiele pausieren. Trotzdem startete er in die Saison 2006/07. Zwei Wochen nach dem Saisonbeginn musste er wegen einer Knieverletzung für fünf Spiele aussetzen. Nur fünf Tage nach seiner Rückkehr kehrten aber seine Rückenprobleme zurück. Im November 2006 fiel er noch mehrere Male aus, kehrte aber immer wieder zurück aufs Eis.
Am 6. Dezember 2006 gab Joe Nieuwendyk schließlich sein Karriereende bekannt, nachdem ihm Ärzte mitgeteilt hatten, dass sich die chronischen Rückenprobleme nicht mehr bessern werden. Sein letztes Spiel hatte er am 28. November 2006 bestritten, als die Panthers im Penaltyschießen mit 0:1 den Montréal Canadiens unterlagen.
2011 wurde er mit der Aufnahme in die Hockey Hall of Fame geehrt.

## Nach der aktiven Laufbahn
Nach dem Ende seiner Spielerkarriere wurde Nieuwendyk zunächst Berater im Management der Florida Panthers und anschließend Assistent des General Managers der Toronto Maple Leafs. Am 1. Juni 2009 wurde er zum General Manager der Dallas Stars ernannt. Diese Position hatte er vier Jahre inne, bis Jim Nill 2013 seine Nachfolge antrat. In der Folge war er von 2014 bis 2018 für die Carolina Hurricanes als Scout und Berater tätig.

## Karrierestatistik

### International
Vertrat Kanada bei:
- Junioren-Weltmeisterschaft 1986
- Weltmeisterschaft 1990
- Olympischen Winterspielen 1998
- Olympischen Winterspielen 2002

(Legende zur Spielerstatistik: Sp oder GP = absolvierte Spiele; T oder G = erzielte Tore; V oder A = erzielte Assists; Pkt oder Pts = erzielte Scorerpunkte; SM oder PIM = erhaltene Strafminuten; +/− = Plus/Minus-Bilanz; PP = erzielte Überzahltore; SH = erzielte Unterzahltore; GW = erzielte Siegtore; 1 Play-downs/Relegation; Kursiv: Statistik nicht vollständig)

## Erfolge und Auszeichnungen
| - 1985 ECAC Rookie of the Year - 1986 Whitelaw-Cup-Gewinn mit der Cornell University - 1986 ECAC First All-Star Team - 1986 NCAA East First All-American Team - 1987 ECAC Player of the Year - 1987 ECAC First All-Star Team - 1987 NCAA East First All-American Team - 1988 Teilnahme am NHL All-Star Game - 1988 Calder Memorial Trophy - 1988 NHL All-Rookie Team - 1988 Dodge Ram Tough Award | - 1989 Teilnahme am NHL All-Star Game - 1989 Stanley-Cup-Gewinn mit den Calgary Flames - 1990 Teilnahme am NHL All-Star Game - 1994 Teilnahme am NHL All-Star Game - 1995 King Clancy Memorial Trophy - 1998 NHL-Spieler des Monats April - 1999 Stanley-Cup-Gewinn mit den Dallas Stars - 1999 Conn Smythe Trophy - 2003 Stanley-Cup-Gewinn mit den New Jersey Devils - 2011 Aufnahme in die Hockey Hall of Fame |

### International
- 1986 Silbermedaille bei der Junioren-Weltmeisterschaft
- 2002 Goldmedaille bei den Olympischen Winterspielen

## Persönliches
Nieuwendyk ist ein Neffe von Ed Kea und ein Cousin von Jeff Beukeboom, die beide ebenfalls in der NHL spielten.